# National Museum of the United States Air Force
Le National Museum of the United States Air Force (aussi abrégé « NMUSAF », en français : « Musée national de la Force aérienne des États-Unis ») est le musée officiel de l'US Air Force. Fondé en 1923, il est situé sur la base aérienne Wright-Patterson, à 13 km au nord-est de Dayton, dans l'état de l'Ohio. Plus de 300 avions et missiles y sont exposés, la plupart à l'intérieur de hangars. L'entrée est gratuite.
Le musée possède beaucoup d'avions rares, dont l'un des quatre derniers Convair B-36, le dernier XB-70 Valkyrie et le B-29 Superfortress qui a largué la deuxième bombe atomique durant la Seconde Guerre mondiale.
Le musée compte également dans sa collection de nombreux avions présidentiels, dont ceux utilisés par Franklin D. Roosevelt, Harry S. Truman et Dwight D. Eisenhower. La pièce maîtresse des avions présidentiels est le SAM 26000, le premier appareil nommé Air Force One utilisé de John F. Kennedy jusqu'à Richard Nixon, avant de servir d'avion présidentiel de remplacement jusqu'en 1990. Cet avion fut surtout utilisé par Lyndon B. Johnson.
Une grande section du musée est dédiée aux pionniers de l'aviation, en particulier aux frères Wright qui effectuèrent leurs vols expérimentaux non loin de là. Un avion militaire construit en 1909 par les frères Wright fait aussi partie de l'exposition. Le bâtiment qui héberge cette section, ainsi que de nombreuses pièces éducatives, est nommé National Aviation Hall of Fame.
Le musée a construit un troisième hangar et une halle dédié aux missiles en 2004. Ce hangar abrite principalement des avions de la période de la guerre froide, comme une maquette du bombardier furtif B-2 Spiritet un chasseur furtif F-117 Nighthawk. Un quatrième hangar a été construit en 2016 pour abriter un espace éducatif plus grand ainsi que les collections consacrées à l'espace et aux avions présidentiels.
Le musée possède également un cinéma IMAX qui montre des films concernant l'aviation et la conquête spatiale.

## Liste partielle des collections

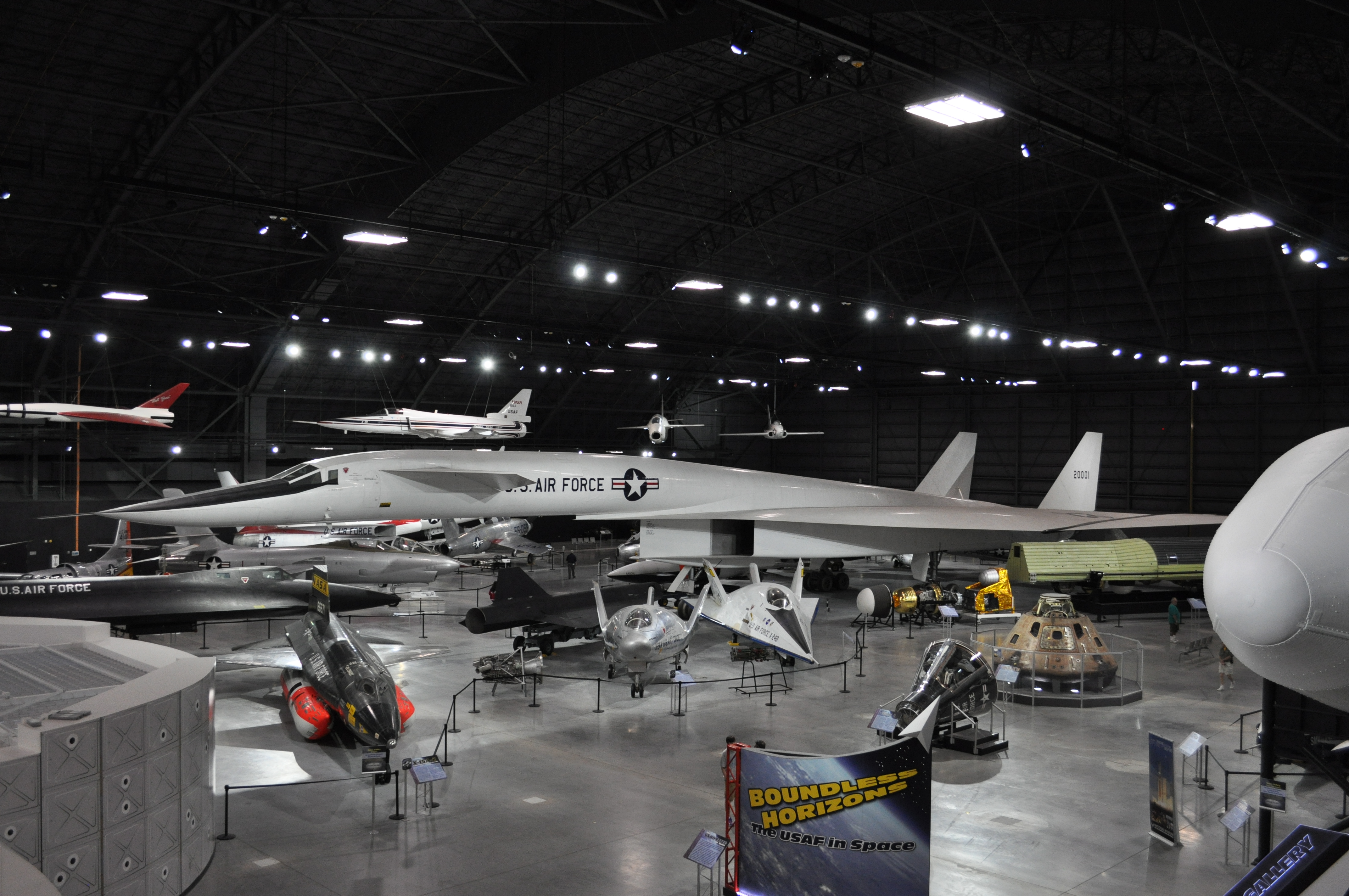
Une partie de la collection en 2018.

Tous les avions cités dans cette liste ont été développés et construits aux États-Unis, sauf mention contraire.

### Époque des pionniers (1907-1917) - «Early Years Gallery»
- Soufflerie des frères Wright 1901
- Avion militaire des frères Wright de 1909

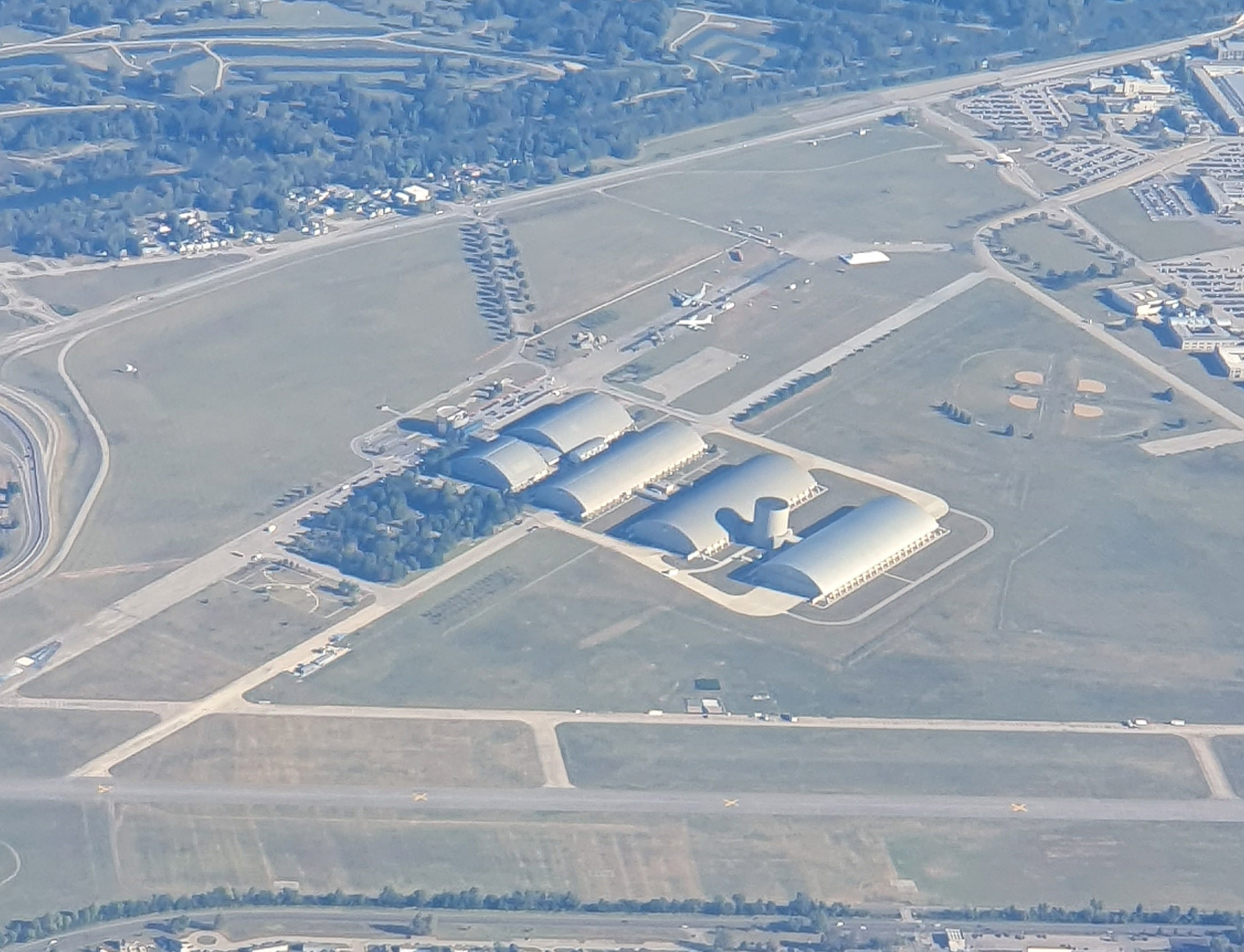
Vue d'ensemble du National Museum of the USAF, Dayton, OH, en 2019,après décollage de l'aéroport de Dayton (DAY)

- Curtiss 1911 Model D
- Soufflerie des frères Wright 1911
- monoplan Blériot (France)

### Première Guerre mondiale-
- SPAD S.VII (France – utilisé par l'escadrille La Fayette américaine)
- Curtiss JN-4D "Jenny" (avion d'entraînement)
- Standard J-1 (avion d'entraînement)
- Thomas-Morse S4C Scout (avion d'entraînement)
- Avro 504K (avion d'entraînement)
- Nieuport 28 C-1
- Sopwith F-1 Camel (Royaume-Uni, utilisé par l'United States Army Air Service)
- Fokker Dr.I (Allemagne)
- Caquot Type R, ballon d'observation (France – utilisé par l'United States Army)
- Halberstadt CL.IV (Allemagne)
- SPAD S.XIII (France)
- Fokker D.VII (Allemagne)
- Torpille aérienne Kettering (le premier "missile de croisière" U.S.)
- Caproni Ca.36 (Italie)

### Entre-deux-guerres

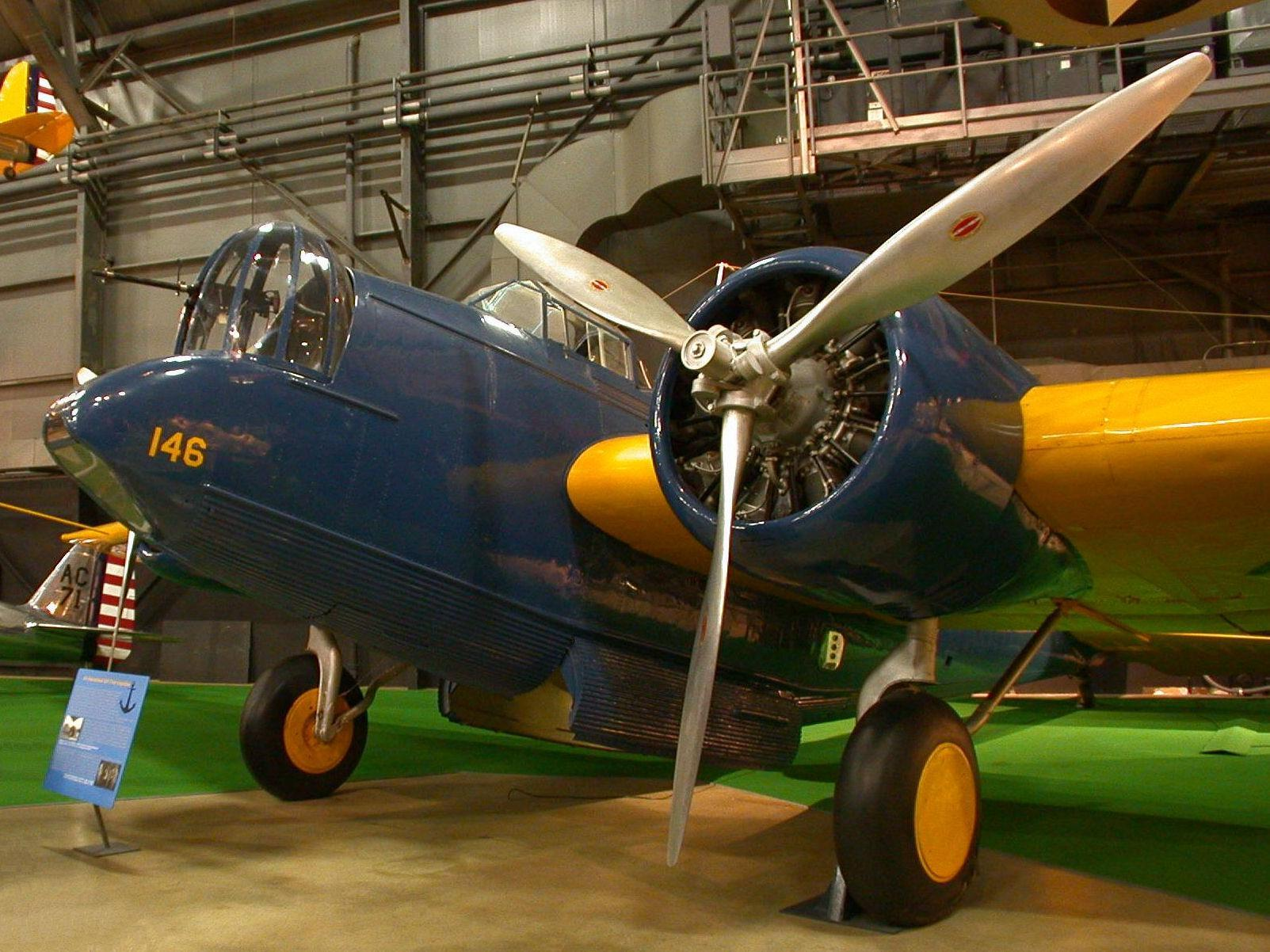
Martin B-10 exposé dans le musée

- De Havilland DH-4 (construction U.S. d'après un développement britannique)
- Martin MB-2 (premier bombardier développé aux États-Unis)
- Loening OA-1A (hydravion d'observation)
- Consolidated PT-1 Trusty (avion d'entraînement)
- Boeing P-12E
- Curtiss P-6E
- Boeing P-26A Peashooter
- Martin B-10
- Douglas O-38F
- Douglas O-46 (en)A
- North American O-47B
- Curtiss O-52
- North American BT-9B (avion d'entraînement)
- Stearman PT-13D Kaydet (avion d'entraînement)
- Fairchild PT-19 Cornell (avion d'entraînement)

### Seconde Guerre mondiale- «World War II Gallery»
- Hawker Hurricane Mark.IIa (Royaume-Uni)
- Bristol Beaufighter Mk. I
- De Havilland DH 82A Tiger Moth (Royaume-Uni)
- De Havilland Mosquito

- Curtiss P-36A Hawk
- Curtiss-Wright AT-9 Jeep
- Mitsubishi A6M2 "Zero" (Japon)
- Douglas B-18 Bolo
- Seversky P-35A
- Douglas A-24 Dauntless

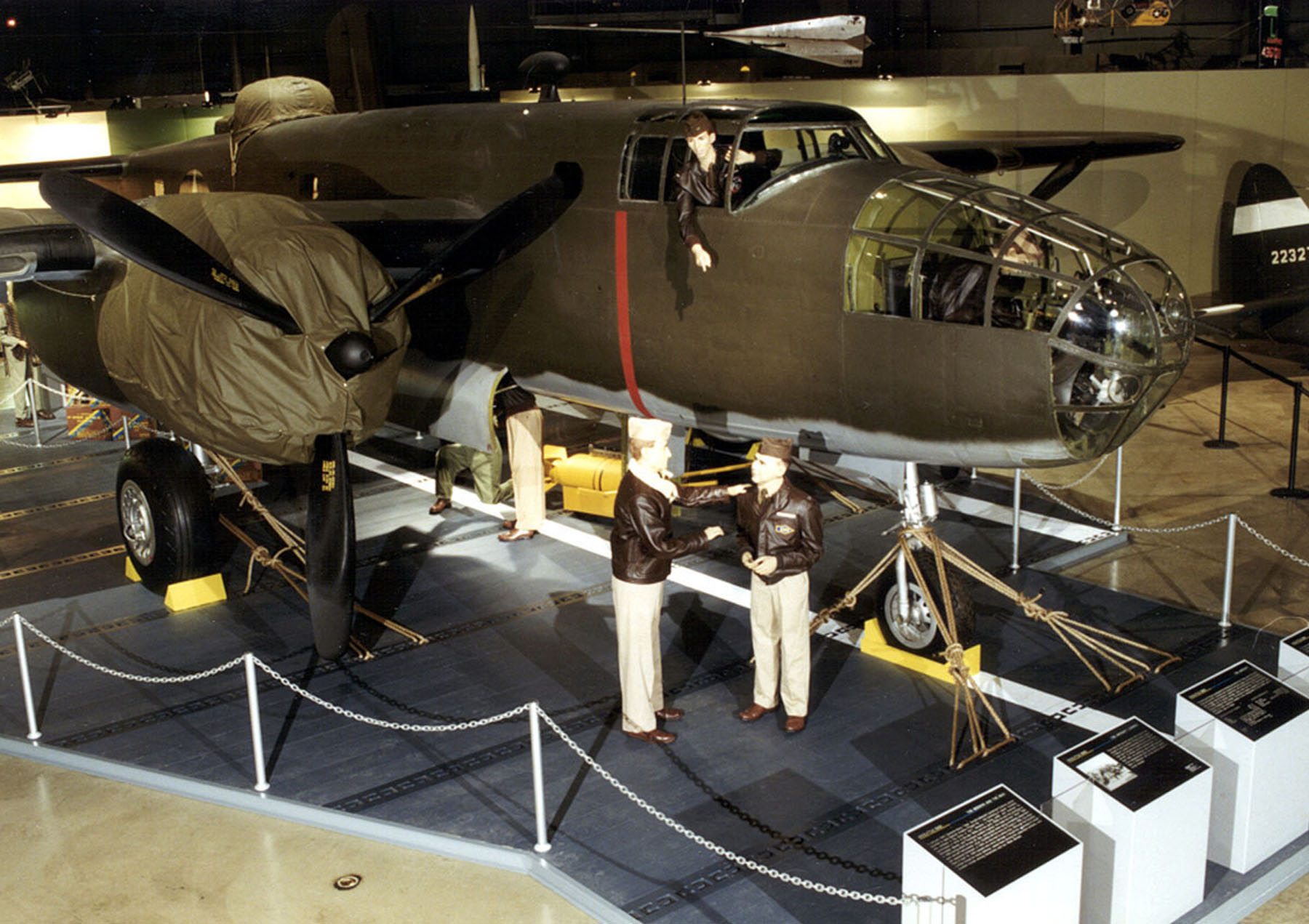
Diorama sur le thème du raid de Doolittle

- Taylorcraft L-2 Grasshopper (observation)
- North American B-25B Mitchell (fait partie d'un diorama présentant le raid de Doolittle)
- Bell P-39Q Airacobra
- Curtiss P-40E Warhawk (aux couleurs des Tigres Volants)
- Ryan PT-22 Recruit (avion d'entraînement)
- Vultee BT-13 Valiant (avion d'entraînement au bombardement)
- Supermarine Spitfire Mark. Vc (Royaume-Uni)
- Supermarine Spitfire PR. XI
- Macchi MC.200 Saetta (Italie)
- Fieseler Fi 156C-1 Storch (Allemagne)
- Noorduyn Norseman (Canada)
- North American A-36A Apache
- Consolidated B-24D Liberator
- Lockheed P-38L Lightning
- Martin B-26G Marauder
- Republic P-47D Thunderbolt
- Douglas C-47D Skytrain
- Messerschmitt Bf 109G-10 Gustav (Allemagne)
- Focke-Wulf Fw 190D-9 (Allemagne)
- Messerschmitt Me 163B Komet (Allemagne)
- Messerschmitt Me 262A Schwalbe (Allemagne)
- Junkers Ju-88D (Allemagne)
- Fieseler Fi 103 (V-1) "bombe volante" (Allemagne)
- V-2 "missile" avec Meilerwagen (Allemagne)
- Boeing B-17G Flying Fortress
  - Le Memphis Belle, le légendaire B17-F
- North American P-51D Mustang
- Curtiss C-46D Commando
- Consolidated OA-10 Catalina (Variante de l'armée de l'air du PBY Catalina)
- Sikorsky R-4B Hoverfly (premier hélicoptère au monde construit en série et premier hélicoptère en service dans l'Army Air Force)
- Douglas A-20G Havoc
- Northrop P-61C Black Widow
- Kawanishi N1K2-J Shiden-Kai "George-21" (Japon)
- Yokosuka MXY-7 Ohka Avion d'entraînement (Japon)
- Boeing B-29 Superfortress Bockscar – l'avion qui a largué la bombe atomique sur Nagasaki

### Guerre de Corée- «Korean War Gallery»
- North American F-82 Twin Mustang
- Lockheed F-80C Shooting Star (premier chasseur à réaction opérationnel U.S.)
- North American F-86A Sabre
- Mikoyan-Gourevitch MiG-15bis Fagot (URSS – Cet exemplaire piloté par un pilote transfuge a atterri au Japon, puis fut testé en vol par Chuck Yeager, cf. Opération Moolah)

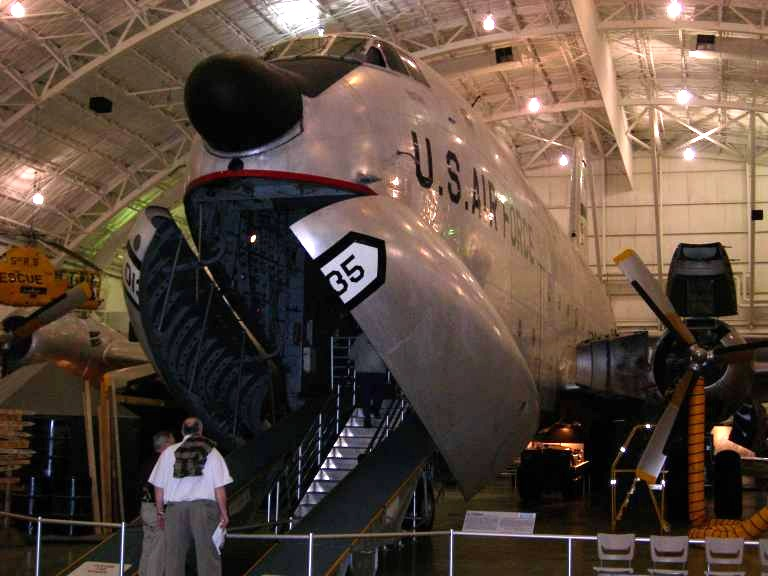
Douglas C-124C Globemaster du musée

- Lockheed F-94A Starfire
- Republic F-84E Thunderjet
- North American T-6 Mosquito
- North American B-45C Tornado
- Douglas C-124C Globemaster II
- Sikorsky YH-5A
- Sikorsky UH-19B Chickasaw
- Douglas A-26C Invader
- Fairchild C-82 Packet
- Fairchild C-119 Flying Boxcar

### Guerre du Viêt Nam- «Southeast Asia War Gallery»
- North American F-100F Super Sabre
- Douglas A-1E Skyraider
- Cessna YA-37A Dragonfly
- Martin EB-57B Canberra (Version fabriquée aux États-Unis d'après un développement britannique)
- Northrop YF-5 A Skoshi Tiger
- Cessna O-1G Bird Dog (reconnaissance aérienne avancée)
- Cessna O-2A Skymaster (reconnaissance aérienne avancée)
- North American OV-10A Bronco
- Kaman HH-43B Huskie
- Sikorsky CH-3E
- Bell UH-1P Iroquois

- De Havilland Canada C-7 Caribou
- Fairchild C-123K Provider
- Douglas RB-66B Destroyer
- Lockheed EC-121D Warning Star

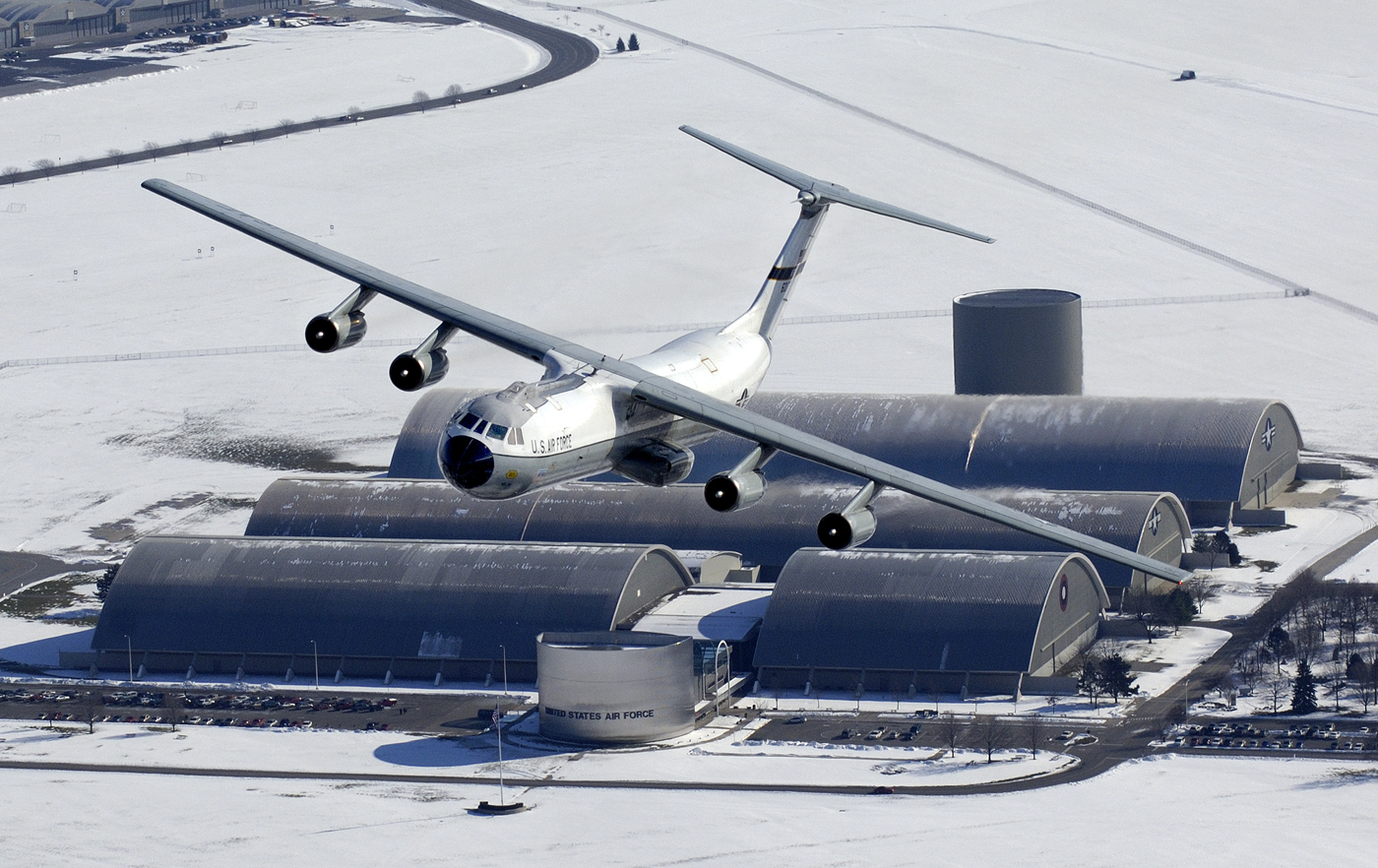
Le Lockheed C-141 Hanoi Taxi survolant le musée en décembre 2005

- Mikoyan-Gourevitch MiG-17 'Fresco' (URSS)
- Mikoyan-Gourevitch MiG-21PF 'Fishbed' (URSS)
- Republic F-105D Thunderchief
- McDonnell Douglas F-4C Phantom II
- Boeing B-52D Stratofortress
- Ling-Temco-Vought A-7D Corsair II
- General Dynamics F-111A Aardvark
- Lockheed C-141 Starlifter Hanoi Taxi

### Guerre froide- «Cold War Gallery»
- Convair B-36J Peacemaker

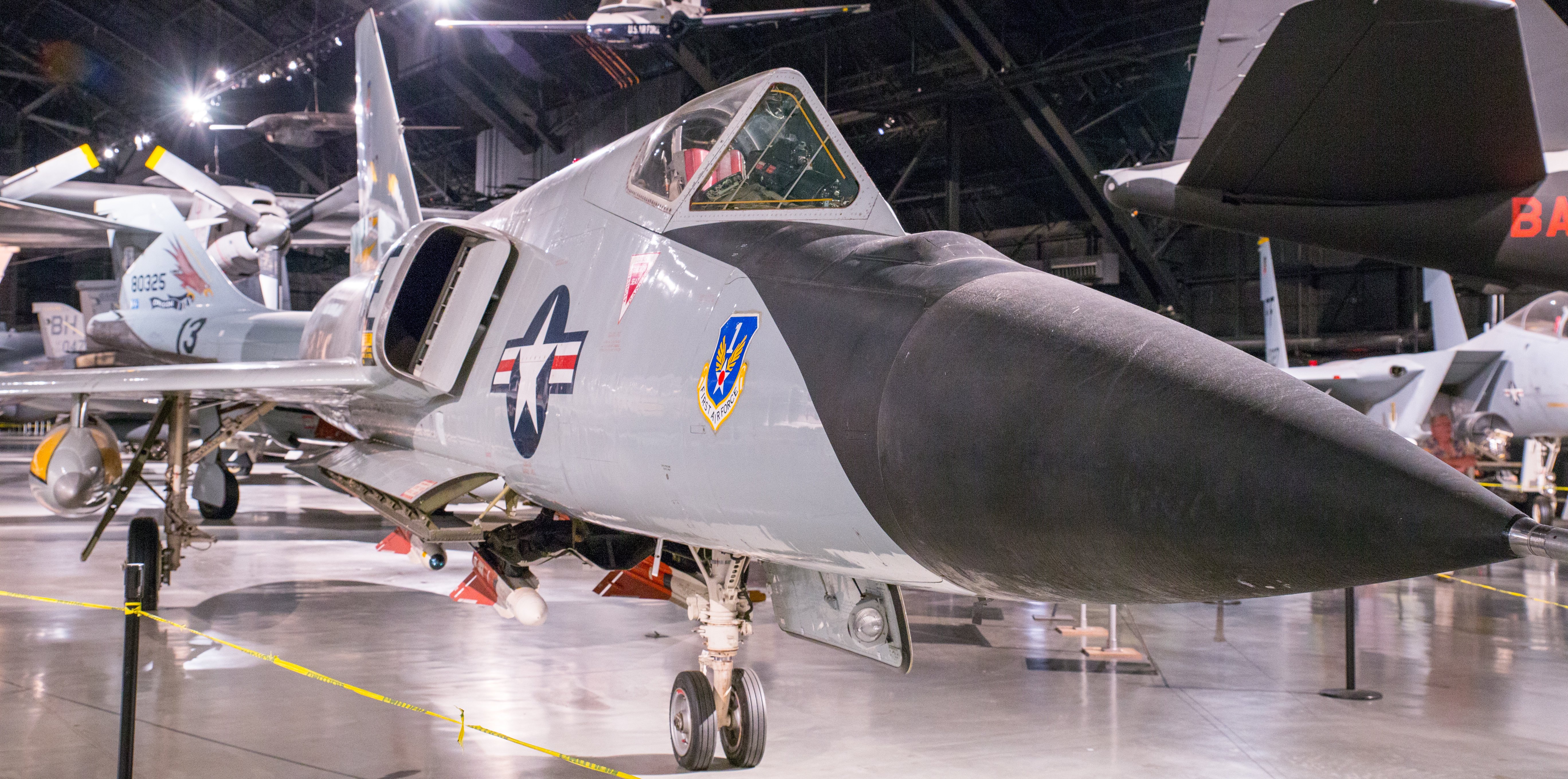
Le Convair F-106A Delta Dart surnommé le Cornfield Bomber en 2016.

- Boeing WB-50D Superfortress (version d'observation météorologique)
- Piasecki CH-21B Shawnee Workhorse
- De Havilland Canada U-6A Beaver
- Boeing KC-97L Stratofreighter (avion de ravitaillement en vol)
- Republic F-84F Thunderstreak
- Lockheed F-104C Starfighter
- Convair B-58 Hustler
- Boeing RB-47H (version de reconnaissance)
- Lockheed U-2A
- McDonnell F-101 Voodoo
- Mikoyan-Gourevitch MiG-19S Farmer (URSS)
- Soukhoï Su-17 Fitter (URSS)
- Douglas C-133 Cargomaster
- Convair F-102A Delta Dagger
- Convair F-106A Delta Dart
- Lockheed SR-71A Blackbird

### Période après la guerre froide
- Lockheed F-117A Nighthawk
- Lockheed AC-130A Spectre "Azrael"
- Fairchild Republic A-10A Thunderbolt II
- Fairchild T-46
- Panavia Tornado (Royaume-Uni)
- Rockwell B-1B Lancer
- Northrop B-2A Spirit (maquette d'essais statiques)
- Northrop YF-23 Black Widow II
- Lockheed-Boeing-General Dynamics YF-22 Raptor
- General Atomics RQ-1A Predator (Drone sans pilote)
- Boeing X-32 Joint Strike Fighter
- Lockheed Martin X-35 Joint Strike Fighter
- Mikoyan-Gourevitch MiG-29 Fulcrum (URSS)
- General Dynamics F-16 Fighting Falcon (Thunderbirds)
- McDonnell Douglas F-15 Eagle

### Avions présidentiels - «Presidential Gallery»
- Douglas VC-54C Sacred Cow
  - utilisé par Franklin Delano Roosevelt et durant les 27 premiers mois de l'administration de Harry Truman
  - le décret "National Security Act of 1947", qui a entériné la création de l'United States Air Force, a été signé à bord de cet avion
- Douglas VC-118 Independence
  - utilisé par Harry TrumanLe Boeing VC-137C Air Force One devant le musée
- Lockheed VC-121E Columbine III
  - utilisé par Dwight D. Eisenhower
- Bell UH-13J Sioux

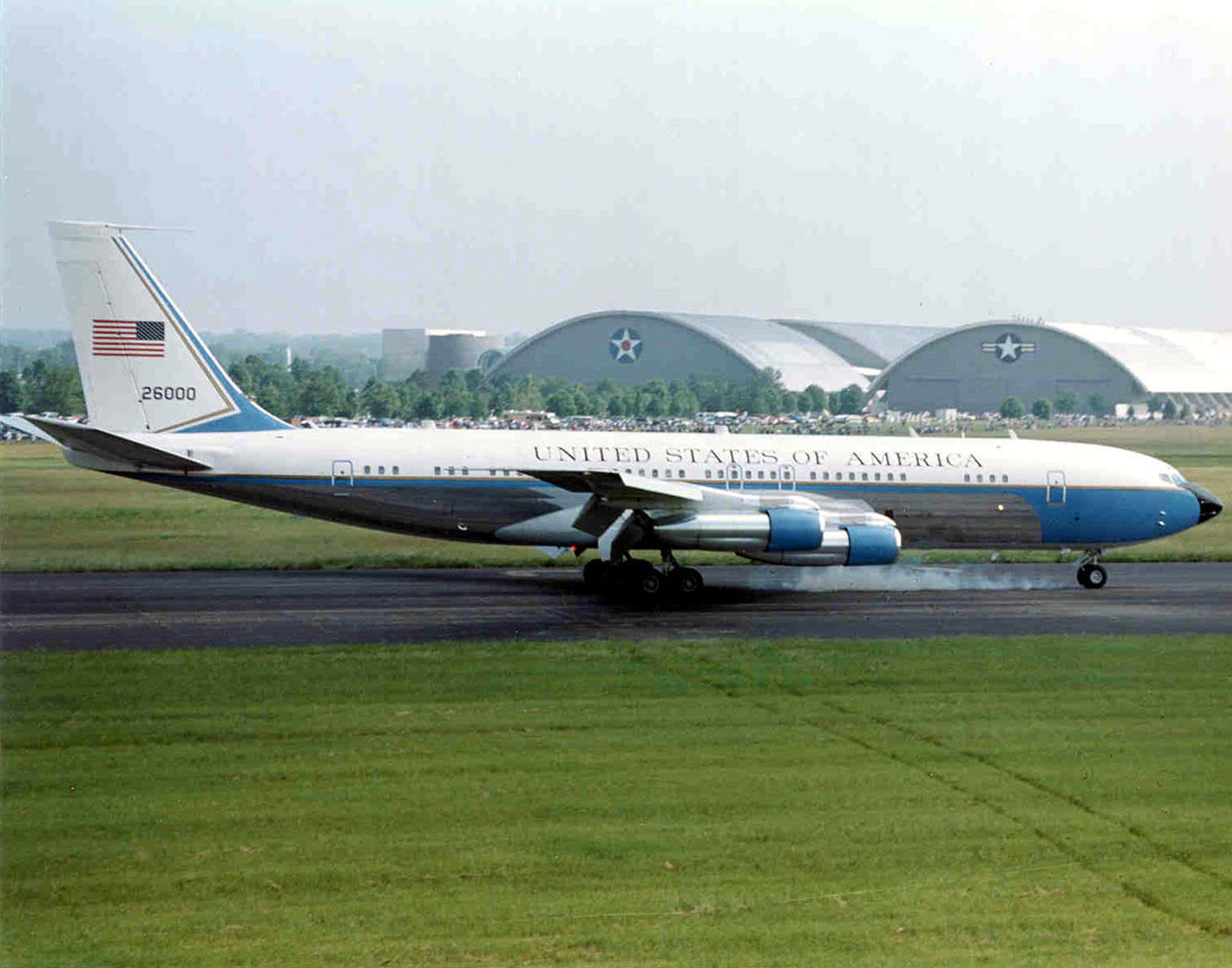
Le Boeing VC-137C Air Force One devant le musée

  - Utilisé par Dwight D. Eisenhower et John F. Kennedy
- Boeing VC-137C - SAM 26000 (Boeing 707 – premier avion nommé "Air Force One")
  - Utilisé par John F. Kennedy, Lyndon Johnson, et Richard Nixon durant son premier mandat.
  - Utilisé en tant qu'avion de remplacement jusqu'en 1990
- Beechcraft VC-6A Lady Bird Special (King Air B90)
  - Utilisé par Lyndon Johnson pour des voyages fréquents entre Austin, au Texas, et son ranch
- Aero Commander U-4B (version militaire du L-26 Aero Commander)
  - Utilisé par Dwight D. Eisenhower de 1956 à 1960 pour des voyages courts
- North American T-39A Sabreliner
  - Utilisé par Lyndon Johnson
- Lockheed VC-140B JetStar
  - Utilisé par Richard Nixon, Gerald Ford, Jimmy Carter et Ronald Reagan pour des voyages ne nécessitant qu'un avion de taille réduite

### Avions de recherche et de développement - «Research & Development Gallery»
- Bell P-59B Airacomet
- Fisher P-75A Eagle
- Convair XP-81
- Republic XF-91 Thunderceptor
- Convair XF-92A
- Convair XC-99
- McDonnell XF-85 Goblin
- Lockheed XF-90
- Republic YRF-84F FICON (prototype du F-84)
- Republic XF-84H (version à turbopropulseur du F-84)
- North American F-107A
- Lockheed YF-12A
- North American XB-70 Valkyrie
- Chance-Vought/LTV XC-142A
- Lockheed NT-33A
- Piper PA-48 Enforcer
- Northrop Tacit Blue
- McDonnell Douglas F-15 Streak Eagle (détendeur du record de vitesse ascensionnelle)
- Bell X-1B
- Douglas X-3 Stiletto
- Northrop X-4 Bantam
- Bell X-5
- Lockheed X-7A
- North American X-10
- Ryan X-13 Vertijet
- North American X-15 (détendeur du record hypersonique mach 6,72)
- Northrop X-21
- Grumman X-29A
- NASA/Boeing X-36
- Boeing X-45 (Drone sans pilote)
- Boeing Bird of Prey